# Rudolf Flink
Rudolf Karl Albert Flink, född 7 april 1906 i Trollhättan, död 12 november 1988 i Domkyrkoförsamlingen i Göteborg, var en svensk målare och grafiker verksam i Göteborg. 
Flink studerade konst vid Valands målarskola 1930–1933 med Sigfrid Ullman som lärare och hade vidare studieuppehåll i Köpenhamn 1934 och 1935 samt i Paris 1937. Han var hjälplärare åt Ullman 1935–1937 Han fortsatte sin lärargärning som lärare i frihandsteckning vid Slöjdföreningens skola, i Göteborg, nuvarande Högskolan för design och konsthantverk, där han var anställd 1948–1971. Tillsammans med Olle Petterson och ytterligare några Göteborgs konstnärer ställde han ut på Göteborgs konsthall 1934 och tillsammans med Torsten Billman ställde han ut i samma lokal 1946. Han medverkade i Göteborgskonstnärernas utställning i Stockholm 1947, Bergen 1949, Åbo 1950, Dublin 1951 och Göteborg 1952.
Rudolf Flink nämns av Tore Ahnoff som en av de utmärkta tecknare, som utbildades av Sigfrid Ullman. Han har i övrigt målat porträtt, figurer, stadsbilder, landskap från Tjörn och hamnbilder i olja.
Rudolf Flink var son till skräddaren Karl Flink och hans hustru Anna, ogift Grandin. Han var från 1938 gift med Birgitta Flink (1914–1999), dotter till läroverksadjunkten och författaren Hugo Swensson och hans hustru Alma, ogift Andersson, Skara. Birgitta Flink var elev på Valand 1935–1938 och lärde då känna sin blivande man när denne var hjälplärare där. Rudolf och Birgitta Flink hade två barn, en dotter och en son. Makarna Flink är begravda på Västra kyrkogården i Göteborg.
Rudolf Flink är representerad på Moderna Museet i Stockholm, på Göteborgs konstmuseum, Göteborgs stadsmuseum, Vänermuseet,,
Vänersborgs museum och på Malmö konstmuseum.